# Mănești, Prahova
Mănești este satul de reședință al comunei cu același nume din județul Prahova, Muntenia, România.

## Istoric
Pe teritoriul localității s-au descoperit urmele unei așezări datând din secolele 4-1 ÎHr. Pe teritoriul satului trece Brazda lui Novac, un val de apărare datând din timpul împăratului Constantin cel Mare.
Localitatea este atestată documentar în 1441.
Pe teritoriul comunei au avut loc luptele dintre Radu Ilie și Mircea Vodă Ciobanul, la 16 noiembrie 1554, când Radu Ilie a câștigat, în timp ce Mircea Ciobanul a fost nevoit să se refugieze.
Deși nu se știe când a apărut, satul pare a figura pe unele documente datând de la 1500 și care la sfârșitul secolului al XIX-lea se aflau în posesia moșierului Theodor Văcărescu. Tot acesta a găsit pe moșia sa proiectile de artilerie din secolele al XVI-lea și al XVII-lea.
În 1968, satul Mănești încorporează și satul Comănacu. Acesta fusese un cătun ce se afla în 1861 în satul Mănești, plasa Filipești și devenise în 1956 sat al comunei Mănești, raion Ploiești, regiunea Ploiești, când avea 23 de locuitori (9 bărbați și 14 femei).

## Monumente
- Biserica Adormirea Maicii Domnului din Mănești
- Conacul Callimachi-Văcărescu din Mănești